# Теоктист Димитров
Теоктист е български православен духовник, представител на българския патриарх при патриарха на Москва и цяла Русия.

## Биография
Роден е със светското име Явор Свиленов Димитров на 14 август 1978 година в Шумен. Завършва строителен техникум в родния си град, а след това - специалност „Екология и опазване на околната среда“ в Аграрния университет в Пловдив. През 2005 година завършва двегодишния паралелен курс на Софийската духовна семинария „Свети Иван Рилски“, а през 2007 година и тригодишна магистратура в Богословския факултет на Софийския университет „Свети Климент Охридски“.
След дългогодишно лично изпитване постъпва на послушание в Кокалянския манастир „Св. архангел Михаил“, където на 19 април 2008 годна игуменът на манастира архимандрит Назарий (Терзиев) го постригва в монашество c името Теоктист. Остава в същия манастир на послушание под духовното ръководство на архимандрит Назарий.
На 1 юли същата година в столичната катедрала „Света Неделя“ викарият на софийския митрополит епископ Йоан Знеполски го ръкополога за йеродякон, а на 2 юли същата година в същата църква епископ Йоан го ръкополога и за йеромонах. През октомври 2009 година, с благословението на патриарх Максим Български, йеромонах Теоктист е приет в Московската духовна академия като професорски стипендиант.
На 7 януари 2011 година Светия синод на БПЦ взима решение да назначи йеромонах Теоктист за представител на българския патриарх при патриарха на Москва и цяла Русия с влизане в длъжност на 1 март същата година. На 13 март същата година патриарх Кирил Московски му връчва патриаршеска грамота, потвърждаваща пълномощията му в качеството на представител на българския патриарх и председател на подворието на БПЦ при „Успение Богородично“ в Москва. По този начин йеромонах Теоктист официално встъпва в длъжност на представител на Българската православна църква в Москва и настоятел на храма „Успение Богородично“.
На 6 май 2011 година в храма „Света София“ в столицата епископ Йоан Знеполски го издига в архимандритско достойнство.